# الخط الزمني للصراع الفلسطيني الإسرائيلي (2002)
ملحوظة: يتضمن هذا التجميع فقط تلك الهجمات التي أسفرت عن سقوط ضحايا. لا يتم تضمين الهجمات التي لم تسفر عن قتل أو جرح.

## الخط الزمني

### يناير
- 4 كانون الثاني/يناير: وحدة خاصة تابعة للجيش الاحتلال الإسرائيلي تقتل أحد أعضاء حماس في قرية تل وتعتقل اثنين آخرين.[1]
- 9 يناير/كانون الثاني: هاجم مسلحان من حماس يرتديان زي الشرطة الفلسطينية موقعًا لجيش الاحتلال الإسرائيلي قرب قطاع غزة بالقنابل اليدوية والبنادق الهجومية. قُتل أربعة جنود إسرائيليين وأحد المهاجمين.[2][3]
- 10 يناير/كانون الثاني – 11 يناير/كانون الثاني: هدم الجيش الاحتلال الإسرائيلي 59 منزلًا وألحق أضرارًا بمئتي منزل آخر في مخيم رفح للاجئين. وشُرّد أكثر من ستمائة فلسطيني.[4][5]
- 14 كانون الثاني/يناير: اغتال جيش الاحتلال الإسرائيلي الإسرائيلي رائد الكرمي، قائد كتائب شهداء الأقصى في طولكرم. كما قتل مسلحون من كتائب شهداء الأقصى جنديًا إسرائيليًا بالقرب من شافي شمرون.[4]
- 14 كانون الثاني/يناير: قُتل الرقيب إيلاد أبو غني، 19 عامًا، من طبريا، وأصيب ضابط آخر في كمين فلسطيني قرب كوشين، وأعلنت حركة فتح مسؤوليتها عنه.[3]
- 15 يناير: اختُطف أبراهام (آفي) بوعز، 71 عامًا، وهو أمريكي من معاليه أدوميم، عند نقطة تفتيش تابعة للسلطة الفلسطينية في بيت جالا، وعُثر عليه لاحقًا ميتًا في بيت ساحور، بيت لحم. وأعلنت كتائب الأقصى التابعة لحركة فتح مسؤوليتها عن الحادث.[3]
- 15 يناير: قُتلت يوئيلا تشين، 45 عامًا، من جفعات زئيف، برصاص مسلحين فلسطينيين قرب محطة وقود جفعات زئيف؛ وأصيبت عمتها بجروح. وتبنت كتائب شهداء الأقصى التابعة لحركة فتح المسؤولية عن الحادث.[3]
- 17 يناير: مسلح يقتل ستة ويصيب 33 في احتفال «بات ميتسفا» في الخضيرة. أعلنت كتائب شهداء الأقصى مسؤوليتها عن الهجوم.[3][4] قُتل خميس عبد الله، العضو المطلوب في كتائب شهداء الأقصى، على يد الجيش الاحتلال الإسرائيلي في عملية اغتيال على ما يبدو في نابلس. قُتل فلسطيني بنيران قذائف على حدود غزة. قُتل ضابطان من قوة الأمن الوقائي عندما دمرت طائرة إف-16 إسرائيلية المقر الرئيسي للسلطة الفلسطينية في طولكرم.[بحاجة لمصدر]
- 18 كانون الثاني (يناير): في عملية اغتيال على ما يبدو،[بحاجة لمصدر] قُتل عضو كتائب شهداء الأقصى المطلوب فرج هاني عودة نزال في الضفة الغربية.[6]
- 21 كانون الثاني/يناير: قُتل فلسطيني يبلغ من العمر 19 عاماً وأصيب سبعة آخرون في اشتباكات مع قوات الاحتلال الإسرائيلي في مدينة طولكرم بالضفة الغربية.[7]
- 22 كانون الثاني/يناير: قُتلت سارة هامبورغر (79 عاماً) وسفيتلانا ساندلر (56 عاماً)، وكلاهما من القدس، وجُرح 40 آخرون على يد فلسطيني يحمل بندقية من طراز إم-16 في محطة حافلات في القدس؛ وأعلنت كتائب شهداء الأقصى التابعة لفتح مسؤوليتها عن الهجوم.[3]
- 27 يناير: قُتل بنحاس توكاتلي (81 عاماً) وأصيب أكثر من 150 آخرين في تفجير انتحاري في القدس نفذته انتحارية من فتح مسلحة بأكثر من 10 كيلوغرامات من المتفجرات.[3][8]

### فبراير
- 6 فبراير: قُتلت ميري أوهانا، 45 عامًا، وابنتها يائيل، 11 عامًا، في موشاف حمرا على يد مسلح. كما قُتل في الهجوم الرقيب أول (احتياط) موشيه ماجوس ميكونين، 33 عامًا. وأعلنت كل من فتح وحماس مسؤوليتهما عن الهجوم.[3][9]
- 8 فبراير: تعرضت موران أميت (25 عامًا) من كيبوتس كفار هاناسي للطعن حتى الموت في القدس على يد أربعة شبان فلسطينيين.[3]
- 9 فبراير: تم إطلاق النار على أتالا ليبوبسكي، 78 عامًا، من معاليه إفرايم، وقُتلت في كمين على ما يبدو على الطريق السريع عبر السامرة.[3]
- 10 فبراير: قُتلت الملازم كيرين روثشتاين، 20 عامًا، والعريف آية ملاخي، 18 عامًا، وأصيب أربعة آخرون في إطلاق نار من سيارة مارة على قاعدة القيادة الجنوبية لجيش الاحتلال الإسرائيلي في بئر السبع. وأعلنت حماس مسؤوليتها عن الحادث.[3]
- 14 فبراير: قُتل الرقيب رون لافي، والرقيب موشيه بيليد، وكلاهما في العشرين من العمر، والرقيب آشر زغوري، البالغ من العمر واحدًا وعشرين عامًا، بانفجار لغم على طريق كارني-نيتساريم في قطاع غزة.[3]
- 16 فبراير: قُتل مراهقان في تفجير انتحاري بالضفة الغربية. وتوفيت فتاة أخرى متأثرة بجراحها بعد أحد عشر يومًا. وأعلنت الجبهة الشعبية لتحرير فلسطين مسؤوليتها عن التفجير.[10][3]
- 18 فبراير: قُتل شرطي عربي إسرائيلي على يد انتحاري. أعلنت فتح (الأقصى) مسؤوليتها عن الحادث.[3] قُتلت مستوطنة إسرائيلية وجنديان كانا يحاولان مساعدتها في إطلاق نار وتفجير في قطاع غزة. دُهس المسلح الذي قتل المرأة بسيارته على يد مدني إسرائيلي كان يقود سيارته بالقرب من مكان الحادث، وأصيب بطلقات نارية. أعلنت فتح (الأقصى) مسؤوليتها عن الحادث.[3]
- 19 فبراير/شباط: هاجم مقاتلون فلسطينيون نقطة تفتيش عسكرية في عين عريك قرب رام الله، مما أسفر عن مقتل ستة جنود إسرائيليين. وأعلنت كتائب شهداء الأقصى وحماس مسؤوليتهما المشتركة عن الهجوم.[3][11]
- 20 فبراير: ردًا على غارة 19 فبراير، هاجمت طائرات حربية ومروحيات إسرائيلية منشآت تابعة للسلطة الفلسطينية. كما هاجمت المدفعية الإسرائيلية نقاط تفتيش للشرطة الفلسطينية، واشتبكت القوات الإسرائيلية مع الفلسطينيين. قُتل 16 فلسطينيًا.[12]
- 26 فبراير: قُتلت فتاة فلسطينية تبلغ من العمر 15 عامًا بالرصاص عند نقطة تفتيش إسرائيلية بالقرب من طولكرم، وكانت تحمل سكينًا، فيما يبدو أنه هجوم فاشل على تلك النقطة.[13]
- 28 فبراير: اقتحمت القوات الإسرائيلية مخيمي بلاطة وجنين للاجئين بين صباح الخميس وفجر الجمعة حوالي الساعة الرابعة صباحًا. وذكرت التقارير الإخبارية أن ما بين 2 و19 شخصًا قُتلوا وجُرح المئات.[14][15][16]

### مارس
- 1 مارس: قُتل جندي جيش الاحتلال الإسرائيلي الرقيب يعقوب أفني، 20 عامًا، من كريات آتا، برصاص قناص فلسطيني في مخيم جنين للاجئين.[3]
- 2 مارس/آذار: هجوم انتحاري يُسفر عن مقتل 11 شخصًا وإصابة 50 آخرين في بيت إسرائيل [الإنجليزية] بالقدس. حركة فتح تُعلن مسؤوليتها عن الهجوم.[3]
- 3 مارس: قناص فلسطيني، ثائر كايد حماد، 22 عاماً، يقتل 10 أشخاص ويصيب 6 آخرين بالقرب من عوفرا في الضفة الغربية.[17]
- في 4 مارس/آذار، قُتل ستة فلسطينيين، خمسة منهم أطفال، في رام الله عندما قصفت دبابة شاحنة صغيرة ومركبة أخرى تابعة لمسلح يُشتبه في انتمائه لحماس. وفي جنين، قُتل ستة فلسطينيين آخرين في اشتباك مع جنود إسرائيليين. وفي مخيم رفح للاجئين، قُتل مسلحان فلسطينيان ومدني واحد، وهُدمت ثلاثة مبانٍ.[18]
- 7 مارس: قُتل خمسة مراهقين إسرائيليين وجُرح 23 آخرون عندما تسلل مسلحون من حماس إلى مستوطنة عتصمونا في غوش قطيف، وأطلقوا النار وألقوا قنابل يدوية على المدرسة والمنازل المجاورة. أصيب أحد القتلى بحروق من الدرجة الثالثة غطت أكثر من 90% من جسده بعد إلقاء قنبلة يدوية عبر نافذة غرفته في السكن الجامعي. توفي متأثرًا بجراحه في المستشفى بعد خمس ساعات من الهجوم.[3]
- 8 مارس: قُتل الرقيب إدوارد كورول، 20 عامًا، من أشدود، برصاص قناص فلسطيني في طولكرم.[3]
- 9 مارس: أدى تفجير انتحاري فلسطيني في مقهى مومنت في وسط القدس إلى مقتل 11 شخصًا وإصابة 54 آخرين.[3]
- 13 مارس: استشهد الملازم جيل بديهي، 21 عامًا، من نطف، متأثرًا بجراحه التي أصيب بها إثر إطلاق مسلح فلسطيني النار عليه في رأسه في رام الله. كان داخل دبابته يُخلي جنود المشاة آنذاك.[3]
- 14 آذار: دمار دبابة إسرائيلية بلغم قرب نتساريم، ما أسفر عن مقتل ثلاثة جنود وإصابة اثنين آخرين. وأعلنت الجبهة الديمقراطية لتحرير فلسطين وحركة فتح مسؤوليتهما عن الحادث.[3]
- 17 مارس: أصيبت الإسرائيلية نوح أورباخ، 18 عامًا، بجروح بالغة في كفار سابا على يد مسلح فلسطيني، وتوفيت لاحقًا متأثرة بجراحها. بعد ساعتين، أدى هجوم انتحاري بالقرب من حافلة إيجد رقم 22 عند مفترق التلة الفرنسية شمال القدس إلى إصابة 25 شخصًا.[19][3]
- 20 مارس: مقتل سبعة إسرائيليين في تفجير انتحاري على حافلة إيجيد.[20][3]
- 21 مارس: مقتل ثلاثة أشخاص وإصابة 86 آخرين خلال تفجير انتحاري في شارع الملك جورج، وسط القدس.[21][3]
- 27 مارس: مجزرة عيد الفصح: قُتل 30 إسرائيليًا وجُرح 140 آخرون عندما فجّر انتحاري نفسه في قاعة الطعام المزدحمة في فندق بارك في نتانيا.[22][3]
- 31 مارس: أسفر تفجير انتحاري في حيفا بمطعم ماتزا عن مقتل 16 شخصًا وإصابة أكثر من 40 آخرين. أعلنت حماس مسؤوليتها عن الهجوم. وكان من بين الضحايا سهيل عدوي، ودوف تشيرنوبرودا، وشمعون كورين وابناه ران وغال، وموشيه ليفين، ودانييل مينشل، وأورلي أوفير، وأفييل رون وابناه عوفر وعنات، ويعقوب شاني، وعادي شيران، ودانيال كارلوس ويجمان. وتوفي كارلوس يروشالمي وشمعون شيران لاحقًا متأثرين بجراحهما.[3]

### أبريل
- 3 أبريل: قُتل جندي احتياطي في جيش الاحتلال الإسرائيلي في جنين أثناء عملية السور الواقي.[3]
- 9 أبريل: قُتل 13 جنديًا من جيش الاحتلال الإسرائيلي وجُرح 7 آخرون في جنين على يد مسلحين فلسطينيين خلال كمين. واستُخدمت ضدهم المتفجرات وإطلاق النار من أسطح المنازل.[3]
- 10 أبريل: مقتل ثمانية أشخاص وإصابة 22 آخرين في تفجير انتحاري.[23]
- 12 أبريل: مقتل سبعة أشخاص وإصابة 104 آخرين في تفجير انتحاري نفذته امرأة. وأعلنت كتائب شهداء الأقصى مسؤوليتها عن الهجوم.
- 27 أبريل: مقتل أربعة إسرائيليين وإصابة سبعة آخرين على يد مسلحين فلسطينيين في أدورا، هار الخليل.[24][25][26]
- 29 نيسان/أبريل: اجتاحت القوات الإسرائيلية مدينة الخليل بالضفة الغربية وقتلت تسعة فلسطينيين. وفي كنيسة المهد في بيت لحم، قُتل مسلح فلسطيني برصاص قناصة إسرائيليين.[27]
- من 3 أبريل إلى 12 أبريل: تم تأكيد مقتل 52 فلسطينيًا، من بينهم 5-22 مدنيًا (تختلف المصادر) و23 جنديًا إسرائيليًا في جنين.[28]

### مايو
- 7 مايو: مقتل 15 شخصا وإصابة 60 آخرين في هجوم انتحاري على مركز للألعاب. وأعلنت حركة حماس مسؤوليتها عن الهجوم.[29]
- 19 مايو: مقتل ثلاثة إسرائيليين في هجوم انتحاري في سوق نتانيا المفتوح.
- 21 مايو: إصابة إسرائيلي واحد بجروح إثر انفجار قنبلة في شارع كهيلات كاتزوفيتش في شمال تل أبيب.
- 22 مايو: مقتل شخصين (أحدهما مراهق) في تفجير انتحاري في وسط ريشون لتسيون.
- 23 مايو: فجّر فلسطيني عبوة ناسفة أسفل شاحنة صهريج نفط في محطة تخزين الوقود بي غليلوت، ولم يسفر التفجير عن إصابة أحد، حيث قدرت السلطات أن الانفجارات المتسلسلة كانت ستقتل ما لا يقل عن 10 آلاف شخص في المنطقة.[30]
- 29 مايو: قتلت قوات الاحتلال الإسرائيلي فلسطينيين اثنين، أحدهما في جنوب قطاع غزة في خان يونس، ومسلح ينتمي إلى حركة الجهاد الإسلامي في جنين بالضفة الغربية. بالإضافة إلى ذلك، تم تفجير أربعة منازل وتضرر 20 منزلاً آخر في رفح.[31]

### يونيو
- 5 يونيو: مقتل 17 شخصًا وإصابة 43 آخرين في انفجار سيارة مفخخة. وانفجرت السيارة بالقرب من خزان البنزين للحافلة، ما أدى إلى اشتعال النيران فيها. وكانت معظم الإصابات من الجنود الذين كانوا في طريقهم إلى قواعدهم. وأعلنت حركة الجهاد الإسلامي مسؤوليتها عن الهجوم.[32]
- 6 يونيو: توفي طالب إسرائيلي يبلغ من العمر 18 عامًا متأثرًا بجراحه الناجمة عن إطلاق النار عليه بعد هجوم إطلاق نار بالقرب من عوفرا.
- 8 حزيران/يونيو: قُتل ثلاثة إسرائيليين، بينهم امرأة حامل في شهرها التاسع، بالرصاص عندما تسلل مسلحون إلى مستوطنة كارمي تسور شمال الخليل.
- 8 حزيران: تسلل مسلح إلى مستوطنة ميشورا في غور الأردن. قُتلت امرأة وأصيب زوجها البالغ من العمر 30 عامًا.
- 11 حزيران: مقتل فتاة تبلغ من العمر 14 عامًا نتيجة انفجار قنبلة أنبوبية في هرتسليا.
- 18 يونيو: مقتل 19 شخصًا وإصابة 74 آخرين في تفجير انتحاري استهدف حافلة عند تقاطع بات. وصعد المهاجم إلى الحافلة عند محطة التوقف في بيت صفافا، وهو حي عربي مقابل جيلو، وفجّر على الفور تقريباً القنبلة الكبيرة التي كان يحملها في حقيبة محشوة بكرات معدنية. أدى الانفجار إلى تدمير الجزء الأمامي من الحافلة التي كانت تقل أشخاصاً في طريقهم إلى العمل وتلاميذ المدارس.
- 19 يونيو: مقتل سبعة أشخاص وإصابة 35 آخرين في هجوم انتحاري على محطة حافلات في شمال القدس.[33]

### يوليو
- 16 يوليو: قُتل تسعة أشخاص (رجلان وست نساء وطفل رضيع) في هجوم حافلة إيمانويل عام 2002. وانفجرت قنبلتان وزن كل منهما 20 كيلوغراما على بعد نحو 200 متر من مدخل المدينة، ما أدى إلى إتلاف الإطارات الأمامية للحافلة وإجبارها على الخروج عن الطريق. أدى الانفجار إلى إتلاف أبواب الحافلة، مما أدى إلى احتجاز الركاب في داخلها. وبعد ذلك بدأ المسلحون في إطلاق النار على الحافلة، من خلال السقف غير المحمي وإلقاء القنابل اليدوية عبر النوافذ العلوية الضيقة، والتي ليست مدرعة.
- 17 يوليو/تموز: قُتل خمسة أشخاص وجُرح نحو 40 آخرين في تفجير انتحاري مزدوج في شارع نيف شانان بالقرب من محطة الحافلات المركزية القديمة في تل أبيب. كانت القنابل، التي تم ربطها حول خصور المفجرين، تحتوي على مسامير وشظايا معدنية.[34]
- 31 يوليو: قُتل تسعة أشخاص، بعضهم طلاب أمريكيون، وجُرح أكثر من 80 آخرين عندما انفجرت قنبلة في كافتيريا فرانك سيناترا في حرم الجامعة العبرية في جبل المشارف بالقدس.[35]

### أغسطس
- 1 أغسطس: عُثر على رجل إسرائيلي يبلغ من العمر 27 عامًا مصابًا برصاصة في الرأس من مسافة قريبة ومقيدًا، غربي طولكرم، بالقرب من الخط الأخضر.
- 4 أغسطس: قُتل تسعة أشخاص في الهجوم على حافلة رقم 361 في منطقة ميرون جانكشن. أدى الانفجار إلى تطاير سقف الحافلة، التي اندلعت بعدها النيران فيها، مما أسفر عن مقتل أو إصابة كل من كان بداخلها تقريبًا.[36]
- 5 أغسطس: قُتل زوجان إسرائيليان شابان عندما أطلق مسلحون النار على سيارتهما. وأصيب أحد أبنائهم في الهجوم.
- 10 أغسطس:

### سبتمبر
- 5 سبتمبر: تم تدمير دبابة ميركافا ثقيلة بواسطة لغم بالقرب من معبر كيسوفيم، مما أدى إلى مقتل جندي وإصابة 3 آخرين. وأعلنت لجان المقاومة الشعبية مسؤوليتها عن الحادث.
- 18 سبتمبر: تم العثور على جثة متفحمة لمقاول بناء إسرائيلي يبلغ من العمر 67 عامًا بالقرب من العيزرية، وهي قرية فلسطينية تقع بالقرب من مستوطنة معاليه أدوميم، شرقي القدس.[37]
- 23 سبتمبر: قُتل رجل وثلاثة من أطفاله وأصيبوا على التوالي خلال إطلاق نار في الخليل.

### أكتوبر
- 8 أكتوبر: أصيب إسرائيلي يبلغ من العمر 51 عامًا بجروح خطيرة في إطلاق نار في كمين جنوب الخليل، وتوفي في اليوم التالي. وأعلنت حركة حماس مسؤوليتها عن الهجوم.
- 9 أكتوبر: أطلق مسلحون فلسطينيون النار على أربعة إسرائيليين كانوا يستقلون سيارة بالقرب من الخليل وأصابوهم بجروح.[38]
- 10 أكتوبر: قُتلت امرأة تبلغ من العمر 71 عامًا وأصيب حوالي 30 شخصًا في تفجير انتحاري.
- 21 أكتوبر: قُتل 14 شخصًا عندما تم تفجير حافلة في هجوم انتحاري نفذه مهاجم يقود سيارة جيب محملة بالمتفجرات بالقرب من تقاطع كركور.
- 27 أكتوبر: تفجير محطة وقود سونول: قُتل ثلاثة جنود من جيش الاحتلال الإسرائيلي وأصيب حوالي 20 شخصًا.[39]
- 29 تشرين الأول/أكتوبر: قُتلت امرأة وفتاتان تبلغان من العمر 14 عاماً برصاص مسلح فلسطيني تسلل إلى مستوطنة حرميش شمال طولكرم شمال الضفة الغربية. وأصيب جندي ومقيم في الهجوم.

### نوفمبر
- 4 نوفمبر: مقتل شخصين وإصابة عشرين آخرين في هجوم انتحاري فلسطيني في مركز التسوق «أريم» في كفار سابا.
- 6 نوفمبر: قُتل مزارعان إسرائيليان برصاص مسلح فلسطيني متنكراً في هيئة عامل بالقرب من مستوطنة بيت ساديه في جنوب قطاع غزة.
- 10 نوفمبر: مقتل خمسة أشخاص برصاص مسلح فلسطيني في كيبوتس ميتزر، بالقرب من الخضيرة على مقربة من الخط الأخضر.
- 15 نوفمبر 2002: كمين الخليل، حيث قُتل 12 شخصًا.[40]
- 21 نوفمبر: مقتل 11 شخصًا وإصابة حوالي 50 آخرين في هجوم انتحاري في كريات مناحيم.[41]
- قُتل الموظف البريطاني الأونروا إيان هوك برصاص قناص إسرائيلي في جنين.[42]
- 28 نوفمبر 2002: هجوم بيت شان: قُتل ستة إسرائيليين واثنان من المسلحين، وأصيب 34 إسرائيليًا.[43] تفجير فندق في كينيا: قُتل ثلاثة إسرائيليين وعشرة كينيين في انفجار سيارة مفخخة في بهو فندق بارادايس المملوك لإسرائيل في مومباسا بكينيا. وأصيب في الهجوم 21 إسرائيليًا و60 كينياً.[44]

### ديسمبر
- 20 كانون الأول/ديسمبر: قُتل حاخام يبلغ من العمر 40 عامًا بالرصاص على طريق ممر كيسوفيم. وأعلنت حركة الجهاد الإسلامي مسؤوليتها عن الهجوم.
- 26 كانون الأول/ديسمبر: في نابلس، قتلت قوات الاحتلال الإسرائيلي فلسطينيين اثنين. فلسطيني أطلق النار على دورية، وفتى فلسطيني يبلغ من العمر 15 عاماً قُتل في تبادل إطلاق النار. وفي طولكرم، قُتل مواطن أثناء محاولته الهرب من الاعتقال. وبحسب مصادر فلسطينية وإسرائيلية، فإنه كان عضواً في كتائب شهداء الأقصى. وفي رام الله، قتلت قوات الاحتلال ثلاثة فلسطينيين، أحدهم عضو في حركة حماس، في حادثين منفصلين. وفي قرية قباطية بالضفة الغربية، استشهد حمزة أبو الرب، أحد أبرز قادة حركة الجهاد الإسلامي، أثناء مقاومته للاعتقال. وأصيب في الحادث أربعة جنود من جيش الاحتلال. وبعد ذلك تم تفجير منزل أبو الرب. وفي قطاع غزة قتلت القوات الإسرائيلية اثنين من أعضاء حماس كانا يحاولان تنفيذ هجوم على مستوطنة نتساريم.[45]
- 27 ديسمبر: قُتل جنديان من جيش الاحتلال الإسرائيلي واثنان من طلاب المدرسة الدينية العسكرية في هجوم على المدرسة الدينية العسكرية في أوتنيل.[46]